# Perfidia judaica

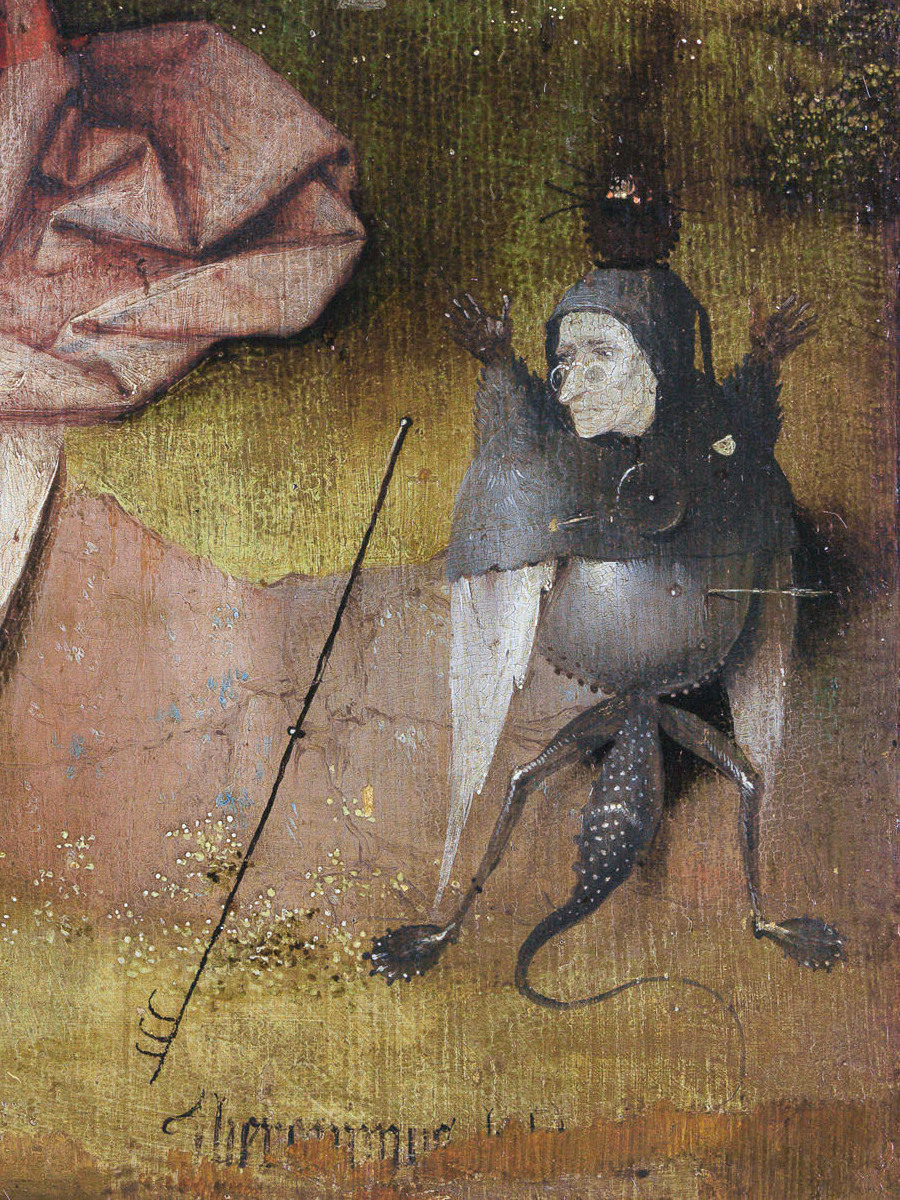
Détail de la peinture Saint Jean l'Évangéliste à Patmos (Jérôme Bosch, c. 1505) : un grotesque personnifiant peut-être la perfidie juive : la créature a un nez long et des lunettes (symbole de la cécité spirituelle des Juifs, de leur stupidité et de leur duperie), porte une rouelle et a un corps démoniaque comme celui d'un scorpion. Chez les auteurs chrétiens (Tertullien, Jérôme de Stridon, et Alain de Lille), le scorpion était symbole de l'hérésie (en général) et du judaïsme (en particulier). On pensait que la loi juive était devenue démoniaque avec l'arrivée du Nouveau Testament.

La perfidia judaica ou judaica perfidia (« perfidie juive » en latin) est une expression péjorative employée dans le christianisme depuis l'Antiquité tardive jusqu'à la seconde moitié du XXe siècle à l'égard des Juifs et du judaïsme. Présente sous diverses formes au cours des siècles, par exemple dans la lettre du pape Innocent IV intitulée Impia Judaeorum perfidia (1244) et consécutive au procès du Talmud ou dans la prière Oremus et pro perfidis Judaeis du Vendredi saint, elle a  marqué les relations entre judaïsme et christianisme jusqu'au lendemain de la Seconde Guerre mondiale et de la Shoah.

## Histoire
La prétendue perfidie des Juifs a été utilisée pour justifier l'idéologie antisémite dominante en Europe occidentale. L'allégation de perfidie juive se trouve tout au long du Moyen Âge, fondée sur des précédents de l'Antiquité tardive. La perfidia des Juifs a constitué un thème récurrent des lettres papales concernant les Juifs:252. Les chrétiens ariens ont été dénoncés avec des allégations de perfidia depuis le IVe siècle, notamment par Hilaire de Poitiers et Jérôme de Stridon.

### Antiquité tardive
Une lettre doctrinale attribuée au pape Damase Ier est la première attestation de l'usage du terme appliqué au juifs:252. Le pape Léon Ier en fait également usage, attribuant la destruction du Temple de Jérusalem et la dispersion des Juifs au rejet de Jésus. Le concept de la perfidie des Juifs était également courant dans les lettres du pape Grégoire Ier, dit « le Grand »:252.
En 505, le concile d'Agde condamne les « Juifs perfides »:37. Le stéréotype dominant de la perfidie juive apparaît également dans le Code de Justinien. Dans une loi de 533 adressée au pape Jean II, l'empereur Justinien Ier, – sous le règne duquel de nombreuses lois réglementant les Juifs ont été promulguées, décrit perfidia avec l'adverbe Iudiace (« de manière typiquement juive »):49–53.
Cette notion de « perfidie » des Juifs, mentionnée onze fois dans la Lex Visigothorum, est courante à l'époque wisigothique en Espagne:32. Une lettre du pape Grégoire Ier en 599 loue le roi wisigoth Récarède Ier pour sa législation contre les « Juifs perfides »:252,:32. Une loi du roi Ervige demande instamment que les lois contre la « perfidie juive » soient renouvelées et que la « pest juive » soit « extirpée »:32,. Depuis l'époque de Jean de Biclar, perfidia était utilisé dans un sens politique, pour signifier la résistance contre un roi légitime. Dans son traité contre les Juifs, l'utilisation par Isidore de Séville du terme perfidia est traduite par « rébellion » ou « trahison », et non comme une simple « incrédulité ». Isidore décrit le judaïsme lui-même comme perfidia ou incredulitas. Isidore associe la perfidia à l'apostasie et dans d'autres traités utilise « perfidie » pour les hérétiques. Julien de Tolède utilise le même langage : perfidia est rébellion et rébellion contre Dieu (infidelitas). Par la suite au Moyen Âge espagnol, la notion se fait plus rare. Les conciles de Gérone font cependant référence à la perfidie des Juifs en 1068 et en 1078:37,.
Dans la première moitié du VIIe siècle, l'empereur Héraclius ordonne que les Juifs soient baptisés de force, sans que l'on connaisse exactement les motivations, les conditions et l'application précises de cette décision,:257–258. Les ouvrages de Maxime le Confesseur, de Michel le Syrien, de Théophane le Confesseur et de la Doctrina Jacobi nuper baptizati mentionnent tous cet édit. Les travaux de Théophane le Confesseur et de Michel le Syrien prétendent que l'édit d'Héraclius pour la conversion des Juifs était destiné à être appliqué à travers l'empire. La seule preuve de son application cependant, provient des travaux de Maxime le Confesseur, qui écrit que l'édit a été rigoureusement imposé dans l'exarchat d'Afrique:257–258. Le byzantiniste Walter Kaegi date cet ordre du temps entre la reprise de Jérusalem par Héraclius aux Sassanides au cours de la guerre perso-byzantine de 602-628 et la prise de Jérusalem par le califat Rashidun. D'après la Chronique de Frédégaire, l'ordre est également appliquée dans le royaume franc de Dagobert Ier . Certains Byzantins de l'époque assimilent peut-être erronément les Juifs à la nouvelle menace arabe. L'hostilité envers les juifs à cette époque paraît également au travers de l'épitaphe du pape Honorius Ier (625-638), qui mentionne que Iudaicae gentis sub te est perfidia victa (« De ton temps, la perfidie du peuple juif fut vaincue »),.

### Moyen Âge
Dans sa bulle pontificale Apostolicae Sedis consueta de 1131, le pape Innocent II a dénoncé la papauté de l'antipape Anaclet II comme une Judaicae perfidiae furorem (« une perfidie juive insensée ») parce qu'Anaclet avait des ancêtres juifs:252–253, 230. La bulle pontificale d'Alexandre III adressée à l'évêque de Marseille (De his qui foris sunt) fait référence à la perfidie juive (Iudaismi perfidiam) et ordonne des mesures strictes pour empêcher la contagion de se propager aux chrétiens : « informer de manière générale tous les individus qu'aucun chrétien ne doit prendre le risque de rester à leur service de crainte qu'en vivant à leurs côtés ils n'en viennent à se convertir à la perfidie juive »:252,.
En l'Angleterre de la période angevine, le concept de foi était étroitement lié à ceux de confiance, de loyauté et de fidélité. Les Juifs étaient socialement désavantagés en raison de leur prétendu manque de foi. Il existe trois chartes de l'abbaye de Flaxley, de l'Ordre cistercien, qui sont restées sans sceaux, comme le dit le texte, « à cause de la perfidie des Juifs ». L'idée de perfidie est peu courante dans les chartes : ce sont les seules à associer la perfidie aux juifs en général. D'autres attestations, dans des textes bénédictins au XIe et à la première moitié du XIIe siècle, rattachent le mot à des Juifs particuliers : Abiram (en), Dathan et Judas Iscariote. Le chroniqueur William de Newburgh évoque la perfidie des Juifs à propos du massacre des Juifs en 1190 au château d'York. Il suit la position d'Augustin selon laquelle le perfidus Judaeus (« Juif perfide ») continue d'exister au profit des chrétiens, les aidant à garder à l'esprit la Crucifixion.
Au XIIIe siècle, les papes ont également déployé le concept de perfidie juive:252. Les papes Honorius III (en 1220), Grégoire IX (en 1233) et Innocent IV ont tous mentionné la perfidie des Juifs dans leurs lettres:252. Selon la théorie ecclésiastique du XIIIe siècle, en particulier la doctrine De his qui foris sunt, le pape n'était censé intervenir dans les affaires des non-chrétiens soit pour la protection des chrétiens soit à travers le rôle du pape en tant que souverain séculier. Ainsi, le pape pourrait déployer la ségrégation contre les juifs et utiliser d'autres mesures pour protéger les chrétiens des « juifs perfides ». La bulle pontificale d'Innocent III Etsi Iudeos de 1205 justifiait ses mesures contre les Juifs comme anticipant le danger des Juifs perfides : « Nous mandons donc par écrit apostolique à votre fraternité que vous vous occupiez efficacement de faire de sorte que les juifs perfides ne soient pas insolents dans ces choses, mais qu'avec une peur servile ils aient toujours honte de leur faute et qu'ils révèrent l'honneur de la foi chrétienne ». À propos de la perfidie des Juifs, le pape déploie une expression conventionnelle : « comme une souris dans la poche, comme un serpent dans le giron et comme le feu dans le sein »,. Cette bulle pontificale a établi le concept de l'esclavage perpétuel des Juifs. Le Quatrième concile du Latran convoqué par Innocent III a décrété que les Juifs ne devaient pas apparaître en public le Vendredi saint et devaient en tout temps porter des insignes distinctifs.
Au cours des années 1230 cependant, les papes ont commencé à s'écarter de la doctrine De his qui foris sunt, intervenant dans la controverse maïmonidienne (en). Les papes Honorius III (en 1220), Grégoire IX (en 1233) et Innocent IV ont tous mentionné la perfidie des Juifs dans leurs lettres. La lettre papale Impia Judaeorum perfidia du pape Inncoent IV au roi de France Louis IX en 1244 a demandé qu'en raison de la perfidie des Juifs, personne ne soit autorisé à monter sur le trône de France sans d'abord promettre de ne jamais montrer aucune faveur aux Juifs. Le pape exhorte le roi à brûler toutes les copies du Talmud. La doctrine papale de Plenitudo potestatis, qui conférait au pape l'autorité universelle, a été développée par Sinibaldo Fieschi (futur pape Innocent IV) et énoncée dans la bulle pontificale Unam sanctam de Boniface VIII en 1302.
En avril 1397, Marie d'Aragon a légiféré contre les médecins juifs au motif que les « Juifs perfides » étaient « assoiffés de sang ».

### Événements ultérieurs
Le libellé du Missel romain est similaire au libellé de Mein Kampf d'Adolf Hitler. On ne sait pas si Hitler s'est inspiré directement, ou seulement indirectement, de la phraséologie catholique contemporaine.
« Nun wäre aber der Zeitpunkt gekommen gewesen, gegen die ganze betrügerische Genossenschaft dieser jüdischen Volksvergifter vorzugehen. »
— Adolf Hitler, Mein Kampf

« C'eût été le moment de prendre des mesures contre toute la fourbe association de ces Juifs empoisonneurs du peuple. »

## Historiographie
En 1915 est publié le Dictionnaire apologétique de la foi catholique sous la direction d'Adhémar d'Alès (it). Il contenait un chapitre sur « Juifs et Chrétiens » écrit par le prêtre français Félix Vernet, élève d'Ulysse Chevalier. Vernet a cherché à prouver que la « perfidie » alléguée des Juifs n'était pas un dénigrement éthique. L'œuvre de Vernet a identifié une « tolérance pontificale » soutenue et une « bienveillance pontificale » au Moyen Âge ; Vernet travaillait selon une méthode apologétique et écrivait explicitement « au point de vue apologétique »:175–176. Vernet avait précédemment soutenu que les papes du XIIIe siècle étaient innocents de l'allégation typique de meurtre rituel de chrétiens contre les Juifs : « Mais s'ils ont vu là le fait de certains juifs, les papes n'ont jamais incriminé de ce chef la collectivité juive, la liturgie des juifs. Et même plusieurs papiers par leurs paroles expresses, un plus grand nombre par leur silence, ont signifié qu'ils ne croyaient pas à la réalité du meurtre rituel strict chez les juifs »:178. Vernet a cherché à défendre l'Église catholique contre les critiques. Vernet a nié la présence d'un langage anti-juif dans la liturgie. Dans une lettre, il écrit que : « J'ai fait de précieuses trouvailles. Je prouveai que l'Église seule, surtout au moyen âge!, a protégé les Juifs »:173.
Vernet croyait en général : « Sans reprendre le débat à fond, nous pensons impossible très difficile, sinon impossible, de rejeter sur le préjugé des antipathies populaires toutes les imputations d'assassins d'enfants chrétiens » mais Vernet affirmait que le pape n'avait jamais cru en meurtre rituel parmi les Juifs:177. Vernet cherche à minimiser l'importance de la bulle pontificale de Benoît XIV Beatus Andreas, qui traite de la mort d'Anderl von Rinn, et du Formularium de Marin d'Eboli (pl), produit pour Innocent IV, dont chacun contient des accusations antisémite de meurtre rituel:178–180. Vernet lui-même s'est prononcé sur la « nature » des juifs : commentant les juifs convertis qui travaillaient pour la curie papale et qui s'étaient rendus coupables d'abus contre les juifs, Vernet écrivait : « De plus – le naturel chassé réapparaît si vite ! – nevont- ils pas délaisser la foi chrétienne dans leur contact avec les juifs ? »:181. Il a également suggéré que les Juifs eux-mêmes étaient responsables des persécutions dans les États pontificaux : « Il arrivait que les Juifs, enhardis par un retour heureux de fortune, se livraient à des abus criants qui amenaient un surcroît de rigueur. Mais l'orage ne les abattait pas des lois restrictives de leur liberté »:181. Vernet a écrit : « En dépit de nombreuses entraves, nulle part la vie ne leur fut aussi bonne et facile qu'à l'ombre de Saint-Pierre »:181.
Selon Vernet: « … il est exact que les griefs des antisémites sont en partie fondés. … Il en dit assez pour justifier quelques-unes des positions adoptées par les antisémites »:186. Vernet déclara :

« Le passé ne fut pas toujours clément pour les juifs. Leur histoire compte des pages douloureuses, et, à certaines époques, elle n’estqu’une série d’obstacles, de misères, de deuils. On peut affirmer que nulle part ils n’ont joui d’une large tolérance comme auprès des pontifes romains. Sans doute la conduite de la papauté vis-à-vis des juifs a subi plus d’une oscillation [...]. Mais, dans l’ensemble, ils ont protégé les israélites, multipliant les preuves d’un bon vouloir qui contraste avec les habitudes rigoureuses des gouvernements séculiers »:176

et :

« Si les Juifs, pendant l'ère des persécutions, n'avaient été les ennemis implacables du christianisme que nous avons vus, aux Juifs les chrétiens n'auraient pas montré de l'hostilité ou de la méfiance. Mais comment désarmer ? [...] L'importance des commencements est extrême. Les Juifs commencèrent mal. Tout s'ensuivit. Les Juifs furent agresseurs ; les chrétiens ripostèrent. Les Juifs, ne voulant pas avoir le dessous, reprennent la bataille. Ils s'affirmèrent la « nation très ennemie » »:182

Vernet attaqua « leurs écrivains » et les historiens qui avaient accusé l'Église primitive d'antisémitisme par « partisanerie », dont Théodore Reinach, James Darmesteter, Bernard Lazare et Isidore Loeb:182–184. Après la montée du fascisme en Europe catholique, le travail apologétique de Vernet a été invoqué par les théologiens catholiques Erik Peterson et John Maria Oesterreicher:162. L'évêque Giovanni Battista Montini (futur Paul VI) écrivit au théologien catholique Jacques Maritain en 1948, pour lui demander une bibliographie sur le sens de la « perfidie juive » dans la prière du Vendredi saint pour la conversion des « Juifs perfides » : Oremus et pro perfidis judaeis. Le 12 avril 1948, Maritain répond : l'entrée de Vernet sur « Juifs et Chrétiens » dans le Dictionnaire apologétique est en tête de liste:161–162, 186.
Selon l'historien français Bernhard Blumenkranz en 1952, le terme se trouve appliqué aux Juifs mais aussi aux non-Juifs, généralement pour invoquer l'« incroyance »:161–163, dans la correspondance de Grégoire Ier, qui – selon l'historien français Bruno Dumézil – se montre soucieux de protéger protéger le judaïsme, considéré comme légal (religio) et non comme superstitio. Néanmoins – selon Blumenkranz – on trouve un élargissement du sens d'« incroyant » dans une lettre datée de 599 adressée au roi wisigoth Récarède Ier, dans laquelle il félicite ce dernier pour son refus vis-à-vis des Juifs d'adoucir une législation existant « contra Iudaeorum perfidia »:252,.
Pour le théologien jésuite Henri de Lubac en 1961, la lettre attribuée au pape Damase, et adressée à Paulin d'Antioche, applique le concept de perfidie aux Juifs et aux Gentils. Selon Lubac, il est appliqué dans le sens d'« incroyance », de « fausse croyance » ou d'« impiété ».
L'historien américain Norman Roth critique le point de vue avancé par le théologien catholique américain John Maria Oesterreicher selon lequel perfidus signifie « incroyant », « infidèle » et non « perfide », soulignant que le sens de « contre la foi » est porté par le mot latin.
Dans Genèse de l’antisémitisme (1956), l'historien Jules Isaac analyse l’évolution de la liturgie catholique à partir des acquis de la conférence de Seelisberg (1947) : si l'argumentation d’Erik Peterson et de John Maria Oesterreicher, pour lesquels perfidus signifie simplement “incroyant” ou “infidèle”, ne lui semble « pas pleinement convaincante », elle a néanmoins abouti à un premier « résultat positif ». En effet, la Congrégation des rites a estimé en 1948 que le « sens exact » de cet adjectif avait parfois été traduit par « des expressions qui ont paru blessantes à l’égard de ce peuple », sans désapprouver pour autant des traductions telles que « infidélité, infidèles en matière de religion. Cette déclaration, « d’une extrême prudence », toujours selon Jules Isaac, marque « un changement d’attitude, méritoire, puisqu’elle implique l’intention de réparer le mal commis par un usage plus que millénaire — et d’ailleurs loin d’être complètement abandonné ».
Une autre étape est franchie en 1959 par Jean XXIII, qui supprime les termes perfidis et perfidiam de la prière. Puis, avec le concile Vatican II, Paul VI réforme l'oraison du Vendredi saint, car celle-ci continue « à employer des formules que l’on pouvait considérer comme blessantes pour les juifs ». En 1966, avec le nouveau missel, Paul VI promulgue donc une nouvelle prière, à nouveau modifiée en 1969, qui est entrée en vigueur à partir de 1970 et demeure aujourd'hui en usage dans la forme ordinaire du rite romain :

« Prions pour les Juifs, à qui Dieu a parlé en premier : qu’ils progressent dans l’amour de son Nom et la fidélité de son Alliance. (Tous prient en silence. Puis le prêtre dit :) Dieu éternel et tout-puissant, toi qui as choisi Abraham et sa descendance pour en faire les fils de ta promesse, conduis à la plénitude de la rédemption le premier peuple de l’Alliance, comme ton Église t’en supplie. Par Jésus, le Christ, notre Seigneur. »

## Textes anciens
- Augustin d'Hippone, « Sermon sur le Vendredi saint » no 218 doté de commentaires critiques sur l'antijudaïsme d'Augustin, Zentrum für Augustinus-Forschung (ZAF) de l'université de Wurtzbourg, 2012